# Казематная артиллерийская установка Л-17 образца 1940 года

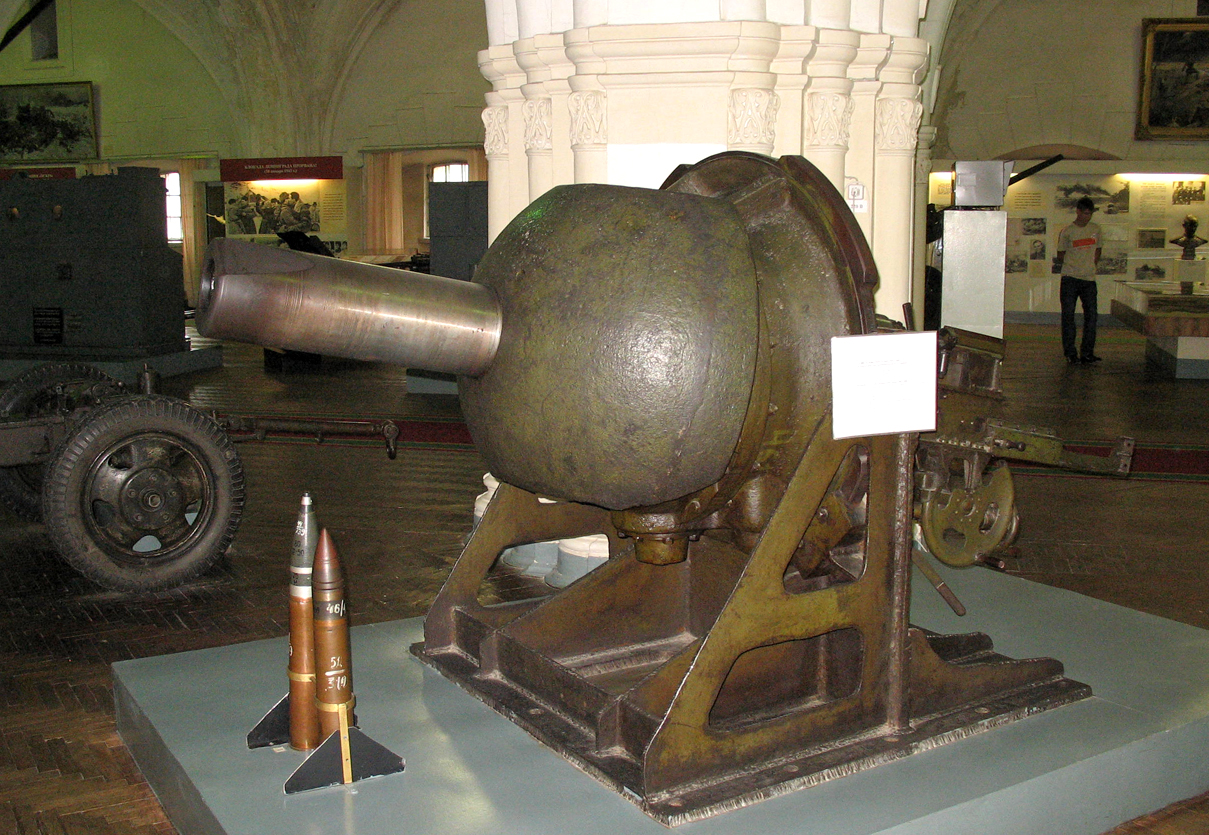
Казематная установка Л-17

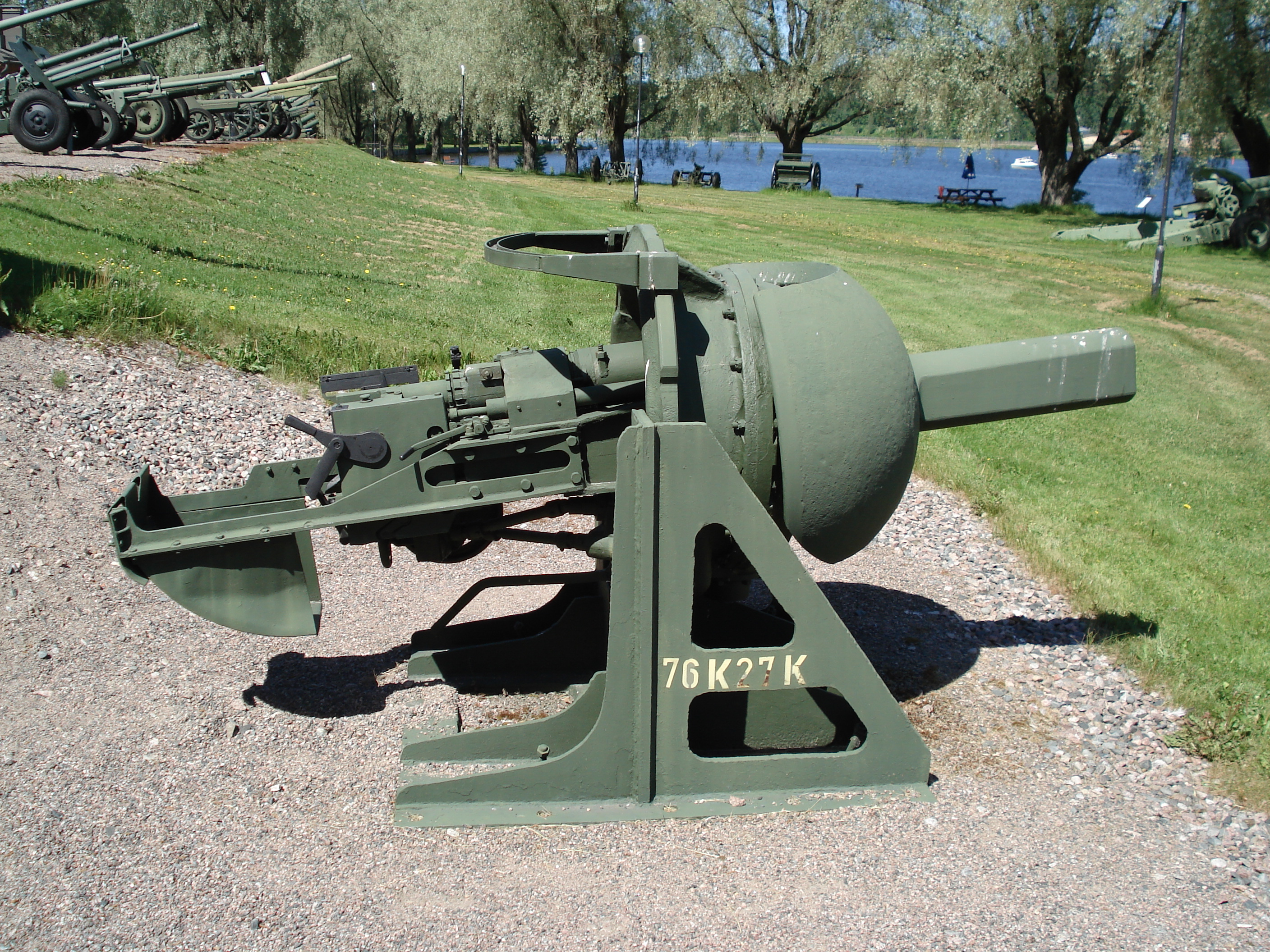
Л-17

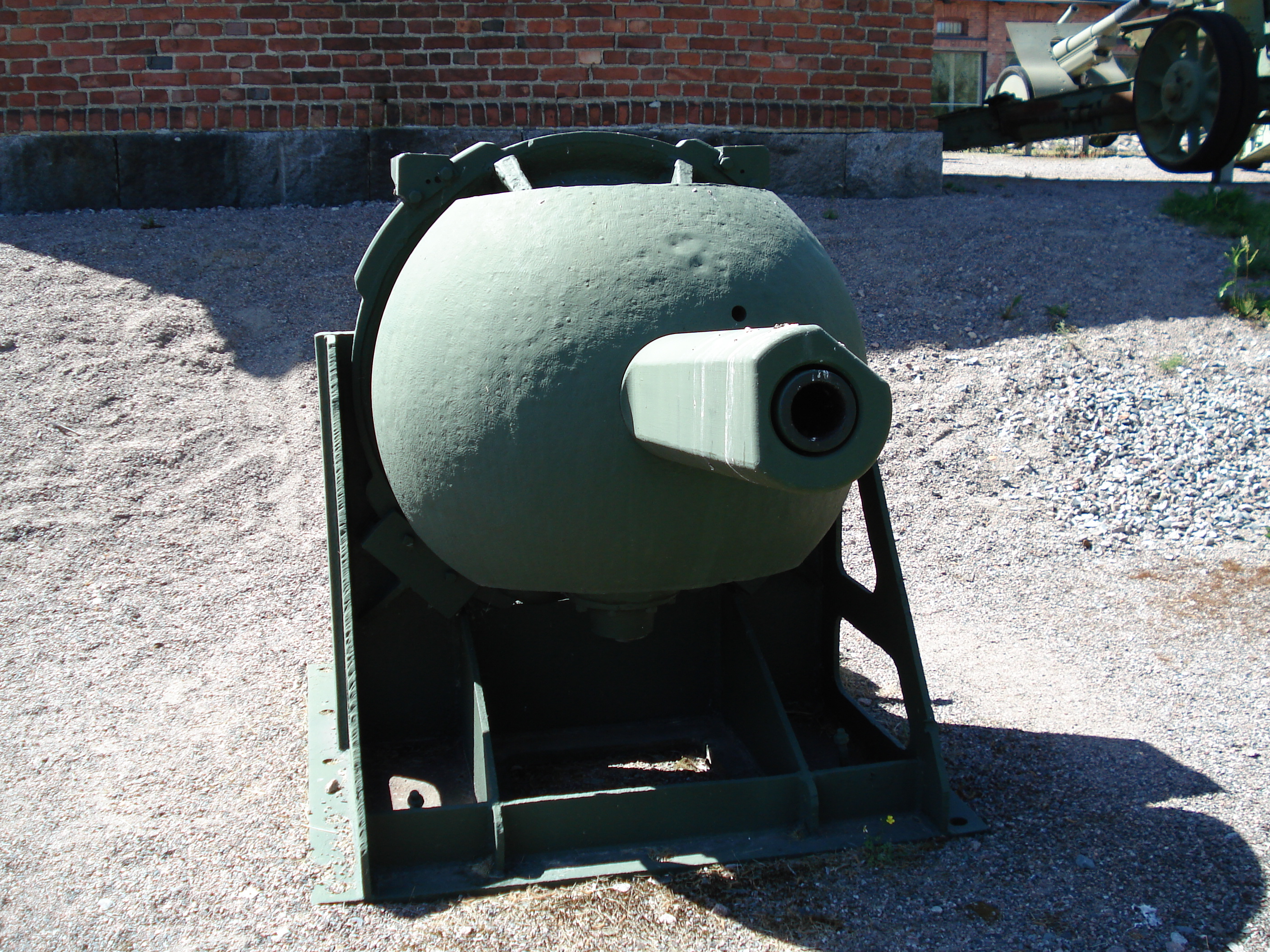

Л-17 — советская казематная артиллерийская установка.
Создана на Кировском заводе в 1938 году под руководством И. А. Маханова. Принята на вооружение в 1940 году.

## Описание конструкции
Установка Л-17 состоит из 76-мм танковой пушки Л-11 на казематном лафете с оптическим прицелом КТ-4.
- Максимальная дальность стрельбы: 7300 м
- Бронепробиваемость (бронебойным снарядом) при угле встречи 90° на дистанции 500 м: 55 мм
- Сектор горизонтального обстрела: 60°
- Углы возвышения и склонения: 12°.

В капонирный вариант установки завод № 92 также предлагал устанавливать пушку Ф-32, впоследствии создав установку Ф-38. После замены Ф-32 на Ф-34 она получила индекс ЗИС-7 и в таком виде была принята на вооружение в 1941 году.
В 1948 году на замену Л-17 создана 85-мм пушка ЗИФ-26.